# Journée mondiale de l'orgasme féminin
 (août 2023).
La Journée mondiale de l'orgasme féminin se commémore annuellement le 8 août dans le but de sensibiliser la population sur la sexualité féminine et le droit au plaisir des femmes,,.

## Origine
En 2001, José Arimateia Dantas Lacerda, conseiller municipal de la ville brésilienne d'Esperantina dans l'État de Piauí a créé la journée de l'orgasme féminin à commémorer le 9 mai, par le biais du projet de loi no 1037/05,,. Le conseil municipal a approuvé la loi établissant « que l'orgasme est un facteur de soulagement du stress, responsable de l'harmonie familiale, que beaucoup de femmes ne reconnaissent pas qu'elles n'atteignent pas l'orgasme et que, par conséquent, le mariage se termine par une séparation »,. Selon une déclaration de Dantas Lacerda en 2011 au journal O Globo :

« La Journée de l'orgasme féminin a été créée pour forcer le gouvernement à discuter des questions de sexualité, de l'éjaculation précoce à la frigidité, du sexe et du plaisir, de l'adolescence à la vieillesse. »

— Dantas Lacerda, O Globo
La Journée Mondiale de l'Orgasme Féminin prétend promouvoir l'effort de la population pour que les femmes atteignent l'orgasme comme une question de santé publique alors que, d'après une étude de l'Université Fédérale de Piauí, seulement le 28 % des femmes réussissaient à atteindre l'orgasme.